# Calle Paraguay (Formosa)
La calle Paraguay es una importante arteria en la Ciudad de Formosa. Es la calle n.º 71 del microcentro, y lleva el nombre del vecino país, Paraguay. 

## Historia
La calle, tiene mucha historia debido a que es creada hace 133 años (con el mismo nombre actual), en el año 1879. En el año 1905 se instaló, el Sector de ingenio azucarero, del Sr. Pedro Bonaccio, en lo que hoy constituye las Calles Paraguay, Ayacucho, Santa Fé, Entre Ríos y la avenida Napoleón Uriburu.
El sector comercial, y las casas se comenzaron a construir en el lado Este de la ciudad. Durante los años la ciudad se fue poblando, y se extendió para el Oeste de la Ciudad. Todo eso constituye, el microcentro formoseño.

## Recorrido
La calle nace su recorrido, en la Calle San Martín, aunque continúa 300 metros después de esta, con el nombre de Paraguay Este, y finaliza, al 5.000, en la calle Egildo Tarascone. Sobre dicho recorrido se encuentran las siguientes calles del microcentro:
- San Martín, donde nace
- Belgrano
- Rivadavia
- Moreno
- Deán Funes
- Padre Patiño
- Mitre
- Eva Perón
- Fontana
- Av. 9 de Julio
- Sarmiento
- Julio A. Roca
- Córdoba
- Fortín Yunká
- Libertad
- Jujuy
- Padre Grotti y la avenida Pantaleón Gómez.